# Červený Kameň (gemeente)
Červený Kameň (Hongaars: Vöröskő) is een Slowaakse gemeente in de regio Trenčín, en maakt deel uit van het district Ilava.
Červený Kameň telt 744 inwoners.